# Sagaidacul Nou, Cimișlia
Sagaidacul Nou este un sat din cadrul comunei Porumbrei din raionul Cimișlia Republica Moldova.
Pe teritoriul localității a fost descoperit un atelier de confecționare a ceramicii care datează din sec. IV p. Chr.

## Demografie

### Structura etnică
Structura etnică a localității conform recensământului populației din 2004:
| Grup etnic                                               | Populație | % Procentaj  |
| -------------------------------------------------------- | --------- | ------------ |
| Băștinași declarați Moldoveni Băștinași declarați Români | 248 1     | 98,41% 0,40% |
| Ruși                                                     | 2         | 0,79%        |
| Ucraineni                                                | 1         | 0,40%        |
| Total                                                    | 252       |              |